# Amplificateur pour guitare électrique
Ne doit pas être confondu avec Amplificateur pour basse électrique.
Pour les articles homonymes, voir Amplificateur.

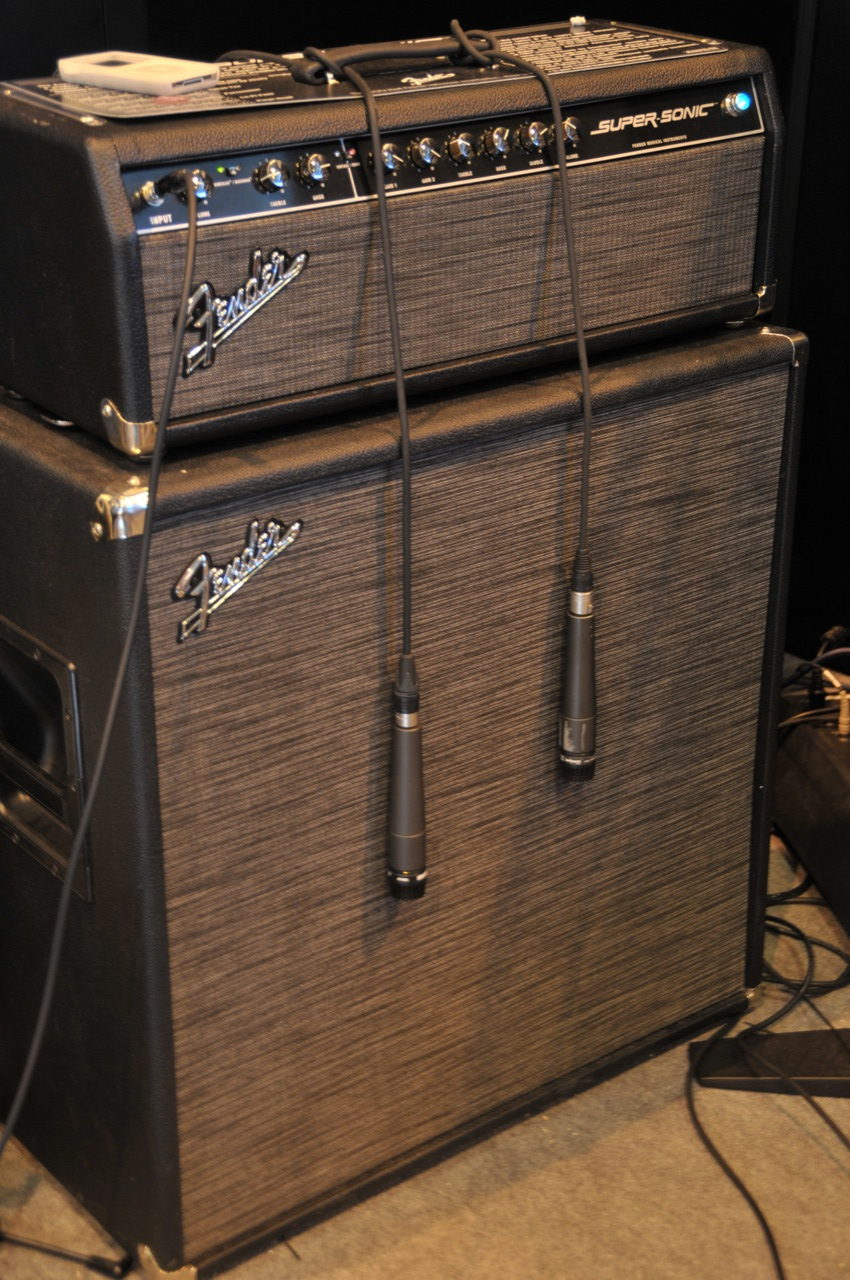
Amplificateur Fender au format « stack » (tête + baffle)

Un amplificateur pour guitare est un amplificateur audio spécialement conçu pour la guitare électrique. Le terme abrégé « ampli » désigne communément l'ensemble amplificateur électronique et enceinte acoustique.

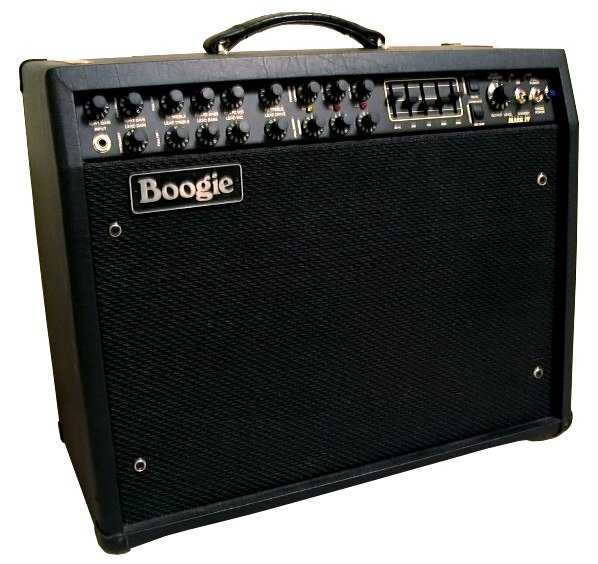
Un Mesa Boogie Mark IV, ampli au format « combo ».

La partie électronique et le haut-parleur peuvent se présenter en deux éléments distincts, ou être réunis dans un même meuble, construit le plus souvent en bois, recouvert d'un revêtement en vinyle. Quand ils sont séparés, la partie électronique s'appelle une « tête d'ampli », et celle contenant le(s) haut-parleur(s) un « baffle ». L'ensemble constitue un « stack » (deux corps). Quand ils sont réunis dans un même élément, on parle de « combo ».
« Les amplificateurs et les haut-parleurs sont conçus comme des producteurs de musique, et non des reproducteurs. Les nouvelles générations de guitares, avec leurs circuits de modification de son, se sont transformées en un nouvel instrument, plutôt qu'un instrument acoustique amplifié électriquement. »

## Caractéristiques spécifiques
On ne recherche pas les mêmes qualités de son dans un amplificateur pour guitare électrique que dans un amplificateur audio d'usage général. Ce dernier reçoit un signal électrique bien calibré, que l'on désire amplifier sans en modifier le caractère. Les ingénieurs ont travaillé à diminuer autant que possible les niveaux de la distorsion et du bruit de fond par rapport à celui du signal. Le résultat s'exprime numériquement par le rapport signal sur bruit et subjectivement par des termes comme fidélité — comme dans Haute-Fidélité (Hi-Fi) —, neutralité, transparence.
Au contraire, l'amplificateur de guitare apporte un son spécifique, qui peut n'avoir que de très lointains rapports avec le son d'une guitare acoustique. On ne peut parler alors de distorsion que par analogie avec les autres types d'amplificateurs. Le circuit électronique doit produire un son plaisant d'un point de vue musical ; l'expérience a montré que cela inclut certaines déformations du signal d'entrée, tandis que d'autres sont plutôt préjudiciables.
Un ampli de guitare électrique doit présenter donc une impédance d'entrée élevée pour s'adapter à celle des « micros » pour guitare. Le signal de ces capteurs est limité en largeur de bande aux fréquences produites par l'instrument : la fréquence fondamentale du mi de la sixième corde (bourdon) en accord normal est environ 80 Hz, le partiel harmonique 5 de la note la plus aigüe se trouve aux alentours de 4 500 Hz.
L'écart d'amplitude électrique entre une corde pincée doucement et un accord de six cordes brossé énergiquement avec un médiator est bien supérieur à celui traité par des amplificateurs audio traditionnels. Avec ces derniers, chaque note ou accord commence avec une crête d'amplitude élevée et décroît ensuite lentement jusqu'à se perdre dans le bruit de fond. Les amplificateurs de guitare modifient cette dynamique. Alors que les amplificateurs d'usage général conservent la dynamique d'un signal (s'il reste dans certaines limites), les amplificateurs de guitare visent à traiter musicalement une amplitude quelconque.
La préférence des guitaristes s'est orientée vers des amplis où la transformation du signal s'effectue progressivement, entre la fidélité du « son clair » aux faibles amplitudes et une importante distorsion sur les signaux forts. Cette transformation graduelle de la forme d'onde se traduit par une compression avec changement de timbre, dont un effet généralement apprécié est d'allonger la durée perçue de la note (sustain).
La plupart des amplis de guitare ont des réglages de basses et d'aiguës, parfois un égaliseur à plusieurs bandes. Certains intègrent des effets comme la réverbération artificielle, le trémolo, le chorus, en plus de réglages qui leur sont plus particuliers, comme celui du gain de l'étage d'entrée souvent appelé overdrive (surcharge).

## Fonctionnement

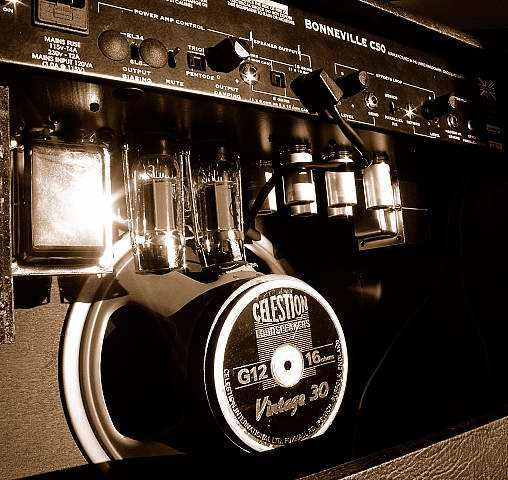
Vue de l'arrière d'un ampli combo « Bonneville » à tubes.

Le fonctionnement d'un ampli se comprend en le décomposant en quatre étages :
- le préamplificateur ;
- l'amplificateur de puissance ;
- les effets ;
- le haut-parleur.

### Préamplificateur
Le signal issu de la guitare a une amplitude de quelques centaines de millivolts sous une impédance élevée. Le rôle de l'étage de préamplification est d'élever le niveau de ce signal afin d'attaquer, avec une basse impédance, l'étage dit de « puissance ».
Les qualités musicales des diverses technologies de préamplificateur — tubes à vide, transistors, modélisation numérique — font l'objet de discussions et de débats.
Le bouton de contrôle principal du préamplificateur est son « gain », permettant d'ajuster le coefficient d'amplification appliqué au signal provenant de la guitare.

#### Overdrive
Les amplificateurs pour guitare électrique traitent le signal différemment des amplificateurs audio en général. La dynamique du signal issu de l'instrument est très élevée. Dans l'ensemble, les musiciens préfèrent une prolongation de la note (sustain) et la transformation progressive du signal entre la fidélité du « son clair » aux faibles amplitudes et une importante distorsion sur les signaux forts. Dans les sons forts, ils préfèrent certains types de distorsion.
Ces caractéristiques se sont établies dès les débuts de la guitare électrique, avec les premiers amplis dont l'étage préamplificateur était constitué d'une simple triode. Ce montage n'est qu'approximativement linéaire pour les faibles signaux; quand le signal est fort, une de ses parties, positive ou négative, subit une amplification moindre. Cette réduction de l'amplification a trois conséquences :
1. Le signal sortant n'est pas identique au signal entrant (ce qui, dans un amplificateur électronique d'usage général, s'appelle distorsion) ;
2. La différence d'amplification entre la partie positive et négative, obtenue avec une triode attaquée par un signal fort, crée une distorsion où prédomine l'harmonique deux, c'est-à-dire la note à l'octave (Hamm 1973, p. 270)[b] ;
3. Comme les parties faibles du signal sont plus amplifiées que les parties fortes, le son reste fort plus longtemps (sustain).

Les électroniciens ont fait ce qu'ils pouvaient pour éliminer ce qu'ils considéraient comme des défauts, à l'aide de tétrodes et de pentodes, de circuits de contre-réaction, et finalement avec les transistors permettant des circuits beaucoup plus perfectionnés, puisqu'on peut aisément mettre cinq éléments actifs transistors, là où on ne pouvait loger qu'un tube électronique. Mais les musiciens préféraient le son développé pendant les années de prédominance du tube : les ingénieurs électroniciens avaient tort de considérer toutes les harmoniques produites par la distorsion comme également préjudiciables. L'appréciation musicale des harmoniques est différente selon leur rang ; notamment, l'harmonique deux (octave) et ses multiples ne sont pas senties comme gênante. L'appréciation dépend aussi du moment où elles interviennent. Pendant l'attaque, les harmoniques de rang 5 ou 7 sont acceptables ou bénéfiques, alors qu'elles déplaisent dans la suite de la note (Hamm 1973).
Les fabricants modernes cherchent donc à maintenir les caractéristiques positives des amplis à triode, tout en essayant de réduire les aspects négatifs de formules anciennes, dans la mesure où c'est possible.
Lorsqu'à un étage quelconque de l'ampli, l'amplitude du signal entrant est au-delà de la plage où le circuit peut le transmettre d'une façon approximativement linéaire, et que la différence s'entend, on parle d' « overdrive » (surcharge), par opposition à « son clair », lorsque la différence est peu sensible à l'oreille.
Un réglage d'« overdrive » peut impliquer des transformations du son tout à fait différentes de la déformation d'un signal fort par une triode. En effet, la surcharge d'un circuit actif fait apparaître diverses causes de non-linéarité.

#### Tonalité
L'étage de préamplification d'un amplificateur pour guitare comprend généralement un contrôle de tonalité, avec quelquefois un simple réglage d'aigües, mais plus couramment désormais un correcteur à trois réglages : grave-médiums-aigus (TMB, pour treble-mid-bass en anglais). Ces réglages sont passifs dans les amplificateurs à tubes comme dans la plupart des amplificateurs à transistors d'un bon niveau, et n'ont pas de limite précise, ce qui fait qu'agir sur les médiums influence un peu le niveau des graves et des aigus par exemple.
Le circuit d'égalisation « classique », décrit ci-dessus, peut être complété ou remplacé par un circuit paramétrique ou semi-paramétrique sur certains amplificateurs (c'est fréquemment le cas des amplificateurs pour basse électrique).
Certains modèles offrent, en plus de ces contrôles d'usage général, des réglages spécifiques :
- contrôle de « présence », influant sur les fréquences vers 2,5 kHz ;
- contrôle de « résonance », influant sur une bande dans les basses fréquences ;
- commutateur « bright » (brillant), influant sur les fréquences hautes du spectre de la guitare (6-10 kHz) ;
- contrôle de « contour », influant sur les fréquences du spectre de la guitare situées juste au-delà de la fondamentale de la note la plus aigüe (1-1,2 kHz) et permettant de les atténuer, donnant un son plus « creusé », ou de les augmenter, donnant un son plus « médium ».

#### Sélection de canal
Certains fabricants proposent des amplis construits avec plusieurs préamplificateurs indépendants, dits « canaux », que le musicien peut sélectionner, sans s'arrêter de jouer, grâce à un pédalier, comme un organiste peut changer les jeux de son instrument. Cela permet de changer la couleur, le niveau de distorsion, l'égalisation, et le niveau sonore, en fonction des contrôles intégrés à chaque canal.
La configuration la plus commune sur le marché comporte deux canaux :
- canal « faible gain » permettant d'obtenir des sonorités claires ou légèrement distordues ;
- canal « haut gain » : permettant d'obtenir une forte distorsion.

La notion de « canal » est à ne pas confondre avec la notion de  « niveau de gain ». En effet, certains amplificateurs mono-canal disposent de plusieurs niveaux de gain commutables via un pédalier, mais restent néanmoins des amplificateurs mono-canal car le même circuit et la même égalisation sont utilisés par les différents niveaux de gain.
Certains constructeurs d'amplificateurs proposent une version de leur préamplificateur en « élément séparé ». Ce type de préamplificateur doit typiquement à être raccordé à un amplificateur de puissance, ou à l'entrée « ligne » d'un amplificateur pour guitare. D'autres configurations sont possibles, comme le raccordement via l'entrée « instrument » de l'amplificateur, lui apportant ainsi des possibilités de réglages supplémentaires. Un préamplificateur séparé, à proximité de l'instrument, permet d'éviter l'atténuation des aigües dans un câble long.

#### Amplificateurs à modélisation
Dans un amplificateur de guitare à modélisation, le signal analogique issu de l'instrument est converti en numérique, ce qui permet de le traiter en profondeur et de remodeler son timbre et sa texture afin d'imiter les caractéristiques d'amplificateurs guitare célèbres. Un processeur de signal numérique comme celui d'un  ordinateur effectue les calculs nécessaires.
Les musiciens qui souhaitent disposer de plusieurs sons d'amplificateurs différents de bonne qualité (ce qui nécessiterait de disposer de plusieurs amplificateurs traditionnels), et pour qui l' « authenticité » d'un son purement analogique n'est pas la priorité utilisent volontiers un amplificateur à modélisation.

### Amplificateur de puissance
L'étage de puissance transforme le signal issu du préamplificateur en un signal d'amplitude suffisante et d'impédance suffisamment basse pour contrôler la vibration des haut-parleurs.
L'étage de puissance ne dispose pas toujours d'un contrôle de niveau d'entrée contrairement au préamplificateur. Quand il est présent, il est dénommé « Master ». Ce contrôle a été introduit en 1975 par Marshall sur ses modèles 2203 et 2204 afin de pouvoir obtenir une forte distorsion à des niveaux sonores faibles (lors des répétitions par exemple). En effet, avant l'introduction du « Master Volume », il était nécessaire de « pousser » la puissance de l'amplificateur via l'unique contrôle de gain disponible, celui de l'étage préamplificateur, pour obtenir un fort niveau de distorsion.
La plupart des amplificateurs de puissance sont de topologie push-pull et fonctionnent en classe A/B. Cette classe de fonctionnement permet de produire une puissance sonore assez élevée avec une dissipation thermique et une consommation électrique moindres que celles de la classe A.
L'étage de sortie push-pull d'un amplificateur à tubes est dans la plupart des cas relié au haut-parleur (ou aux haut-parleurs) par un transformateur. Avec les transistors, la liaison est en général directe ou capacitive, bien que certains amplis à transistors comme le Deacy de Brian May ou le Pignose 7-100 aient utilisé des transformateurs.
Il existe quelques amplificateurs de faible puissance en classe A. Plusieurs années après l'apparition en sonorisation des étages de puissance à commutation (classe D), des constructeurs d'amplis de guitare ont adopté ce principe, dont le rendement élevé permet de réaliser des amplificateurs plus légers et à faible consommation.

### Effets
De nombreux modèles d'amplificateurs pour guitare électrique intègrent des effets. L'effet le plus couramment intégré à l'amplificateur guitare est la réverbération, qui simule le phénomène de réflexion du son sur les murs d'une salle. Initialement effectuée au moyen d'une « ligne à retard à ressorts », de manière mécanique, elle est de plus en plus remplacée par une réverbération numérique.
Le trémolo (appelé improprement vibrato dans les amplis Fender), qui crée une variation cyclique du volume, ou le chorus, qui est incorporé au Jazz Chorus de Roland, ont été souvent intégrés dans les amplis guitare.
La distorsion, quand elle est produite uniquement par l'étage de préamplification de l'amplificateur, s'apparente à un effet.
Si l'étage de préamplification produit de la distorsion, on pourra préférer insérer certains autres effets entre l'étage de préamplification et l'étage de puissance, plutôt qu'entre la guitare et l'ampli. Dans ce but, certains amplificateurs pour guitare sont dotés d'un connecteur d' « insertion d'effet » permettant de raccorder des pédales d'effet ou des modules d'effets externes au bon endroit de la chaîne.
Avant l'introduction de l'insertion d'effet dans les années 1970-1980, les effets étaient connectés entre la guitare et l'amplificateur et subissaient donc l'altération induite par la distorsion de l'étage préamplificateur, produisant un son « vintage » caractéristique. Certains guitaristes procèdent toujours de cette manière, n'utilisant pas l'insertion d'effet pour retrouver la sonorité rock / blues de cette époque.

### Haut-parleur
Le haut-parleur est le dernier maillon de la chaîne de production sonore. Son rôle est de transformer le signal électrique issu de l'étage de puissance en un signal acoustique audible.
Les haut-parleurs des amplis de guitare sont dans la plupart des cas montés dans des caisses ouvertes à l'arrière, formant une espèce de baffle replié sur les côtés par les parois latérales, privilégiant la dynamique au détriment du rendement acoustique et des fréquences basses.
Les haut-parleurs utilisés en amplification guitare électrique sont de type « large bande » : un seul haut-parleur est suffisant pour couvrir le spectre de fréquences de la guitare électrique.
Le haut-parleur contribue à la coloration du son — il cause une distorsion d'au moins 15%. Pour cette raison, lors d'un enregistrement, ou quand il s'agit de connecter l'amplificateur sur un système de sonorisation plus puissant, l'usage est d'utiliser, plutôt que la sortie de l'étage préamplificateur, le son du haut-parleur repris par un microphone placé devant.
La sensibilité du haut-parleur a une influence significative sur la puissance acoustique restituée par l'amplificateur.

## Historique

### 1930
Le guitariste George Beauchamp (pratiquant la guitare hawaïenne) après avoir fondé au début des années 1930 avec Adolph Rickenbacker la "Electro String Instrument Corporation", obtient un brevet pour le premier micro guitare qui équipe dès lors les premières guitares électriques de la marque : les Rickenbacker « Frying pan ». Ces guitares sont dès le départ commercialisées accompagnées d'un amplificateur conçu et construit par un fabricant de radios dénommé Van Nest dans sa boutique de Los Angeles.
Gibson est un des premiers fabricants d'amplificateurs pour guitare électrique, le premier modèle d'ampli Gibson apparait au catalogue de la marque en 1935.

### 1940
Electro String Instrument Corporation embauche un ingénieur, Ralph Robertson, pour travailler sur une gamme de quatre amplificateurs. Les amplificateurs Rickenbacker influencent entre autres Leo Fender, qui au début des années 1940 a une activité de maintenance et réparations d'amplificateurs, dans son magasin de la banlieue de Fullerton en Californie.
Les premiers amplificateurs pour guitare de marque Rickenbacker affichent une puissance d'approximativement de dix watts RMS, et utilisent la technologie radio : tubes électroniques et petits haut-parleurs. Leo Fender produit son premier amplificateur Woody Deluxe dès 1946, suivi de plusieurs autres modèles, dont le Champ 800, d'une puissance de 3 W, en 1948.

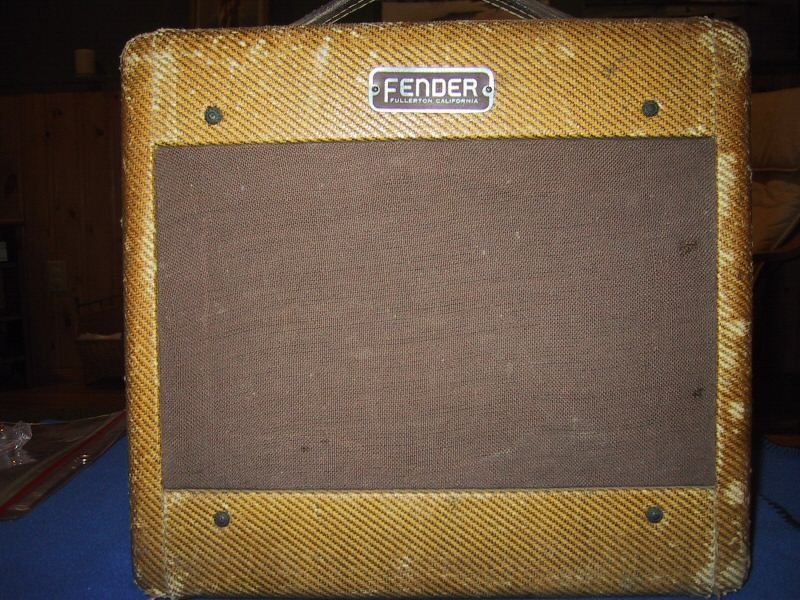
Amplificateur Fender Champ de 1953 ayant beaucoup vécu.

### 1950
La popularité de la guitare électrique entraîne une demande importante pour des amplis plus puissants. En 1949, Leo Fender, aidé de son ingénieur Don Randall, commence la production du modèle « Super Amp » affichant une puissance de cinquante watts, le « Twin Amp » apparaît en 1952, modifié en 1958 pour porter sa puissance à 80 W.
Le Fender Bassman, commercialisé à partir de 1952, est conçu spécialement pour sonoriser la Precision Bass grâce à son canal Bass, mais sera également utilisé par la suite par de nombreux guitaristes, grâce à son deuxième canal dit « Normal ». Le Fender Bassman combo, affichant une puissance de 50 W, est au départ équipé d'un seul haut-parleur. Un Bassman « double corps » doté de quatre haut-parleurs Jensen (en) de 10 pouces, dans une enceinte séparée est produit à partir de 1954.
Tom Jennings (en) fonde la société Univox en 1951 et commence la production du Vox AC30 en 1957, amplificateur de 30 W équipé de deux haut-parleurs, utilisé par The Shadows à partir de 1960

### 1960
En 1962, Jim Marshall, devant la demande d'artistes tels que Pete Townshend et John Entwistle pour des amplificateurs plus puissants, commence la production du Marshall JTM45, inspiré du modèle Fender Bassman à quatre haut-parleurs. Le JTM45 affiche une puissance de 50 W. Jim Marshall choisit de séparer le baffle à quatre haut-parleurs Celestion 12 pouces de l'électronique, laquelle se présente sous la forme d'une « tête » d'amplificateur.
Le modèle JTM 100, d'une puissance de 100 watts et commercialisé à partir de 1965, est le premier amplificateur guitare à utiliser un étage redresseur transistorisé. Jimi Hendrix adopte les amplificateurs Marshall à partir de 1966.
En 1967, apparition de la série Marshall JMP, et notamment de la tête d'amplificateur JMP Super Lead, de 100 W équipée de lampes de puissance KT66, puis de lampes EL34 à partir de 1970.
En 1967, Robert Gallien, qui fondera par la suite la société Gallien-Krueger, travaille à l'élaboration de l'un des premiers amplificateurs transistorisés. Il met au point le GMT 226A, un amplificateur de 220 watts qui est immédiatement utilisé par Carlos Santana, notamment pour l'enregistrement de son premier album, et sur scène au Festival de Woodstock.
À partir de 1967, Randall Smith, fondateur de Mesa Boogie, réalise des modifications sur des "Fender Princeton" pour leur ajouter gain et puissance. Ces amplificateurs customisés sont plébiscités par leurs utilisateurs, notamment Carlos Santana, qui les utilise pour l'enregistrement de son album Abraxas en 1970.

### 1970
À partir de 1971, Randall Smith commercialise son premier modèle sous sa marque Mesa Boogie, le Mark I, disponible en version 60 ou 100 watts et équipé d'un haut-parleur de 12 pouces JBL et de deux canaux. le Mark I est suivi du Mark II qui introduit la commutation de canaux via un pédalier. La série des Mesa Boogie « Mark » sera par la suite continuellement étoffée et modernisée (Mark III, Mark IV, etc. ).
La société Laney, fondée en 1967, produit à partir du début des années 1970 l'un des premiers amplificateurs « high-gain » destinés au heavy metal : le stack LA100BL de 100 watts est adopté entre autres par Tony Iommi, guitariste de Black Sabbath. Laney diversifiera par la suite sa production, incluant des amplificateurs plus polyvalents.
En 1974, Musicman, société fondée par Leo Fender, commercialise les premières versions de l'amplificateur « Sixty Five », conçu autour d'un étage préamplificateur transistorisé et de lampes de puissance Sylvania 6CA7, suivi d'un modèle 130 watts en 1979. Les amplificateurs Musicman seront utilisés entre autres par Mark Knopfler.
En 1975, Marshall ajoute un « Master Volume » dans son modèle 2203 JMP Master Volume Lead, permettant aux guitaristes de pousser la saturation de l'étage de préamplification indépendamment du volume sonore.
Également en 1975 la société japonaise Roland commercialise le « JC-120 Jazz Chorus Guitar Amplifier », un amplificateur stéréo transistorisé de 2 × 60 watts doté de deux canaux (non commutables) et deux haut-parleurs de 12 pouces à haut rendement permettant d'obtenir des sons clairs à volume sonore très élevé. Le Jazz-Chorus est le premier amplificateur équipé d'un effet chorus « naturel », obtenu par mélange acoustique de deux sons déphasés produits par deux amplificateurs indépendants. Le Jazz-Chorus sera utilisé par de nombreux guitaristes, notamment Wes Borland, Andy Summers, Robert Fripp, Adrian Belew, Robert Smith, James Hetfield, et de nombreux jazzmen.
Les années 1970 marquent aussi le début de la production sur mesure et en très petite quantité des amplificateurs Dumble (Dumbleland, Steel String Singer et Overdrive Special) par Alexander Dumble. Ces amplificateurs sont réputés pour leur son et de nombreux musiciens professionnels en firent l’éloge. Ils sont utilisés par de nombreux guitaristes, tel que Stevie Ray Vaughan, Robben Ford, Larry Carlton, Carlos Santana, Eric Clapton, etc. À cause de leur rareté, les amplificateurs Dumble sont devenus les amplificateurs les plus chers sur le marché de l’occasion.

### 1980
En 1980, Tom Scholz, guitariste cofondateur du groupe Boston, crée la société Scholz Research & Development, Inc. (en). Le premier produit de SR&D est le « Power-Soak », un atténuateur de puissance qui, placé entre l'amplificateur et le haut-parleur permet de pousser le master de l'amplificateur tout en conservant un faible volume sonore. En 1982, SR&D commercialise le « Rockman », un mini-amplificateur pour casque stéréo reproduisant des sons originaux et réalistes. De nombreux guitaristes l'utiliseront en studio d'enregistrement dans les années 1980 (ZZ Top, Def Leppard, etc. ). SR&D produira par la suite une série de boîtiers d'effets rackables ainsi qu'un amplificateur stéréo. SR&D sera racheté par Dunlop en 1995
En 1989, Andrew Barta conçoit le « Sansamp », un boîtier simulateur d'amplificateur / simulateur de haut-parleur, et fonde par la même occasion la société Tech 21 (en). Le Sansamp est un préamplificateur de technologie MOSFET entièrement analogique permettant d'obtenir des sons overdrive d'une grande qualité. Il est utilisé par de nombreux guitaristes en tant que « boite de direct », en studio d'enregistrement ou sur scène. La société Tech 21 commercialisera par la suite une gamme d'amplificateurs, utilisés entre autres par Les Paul et Alex Skolnick,.

### 1990
En 1994, Fender commercialise son modèle Blues Deluxe qui deviendra l'un des amplificateurs les plus utilisés dans le monde. Le Blues Deluxe est un amplificateur combo de 40 W à tubes polyvalent, équipé de deux lampes de puissance 6L6 produisant un son clair ou un overdrive léger. Le bon rendement du Fender Blues Deluxe lui permet de délivrer des volumes sonore équivalents à certains amplificateurs affichant une puissance plus élevée. L'étage de préamplification est de type mono-canal doté de deux niveaux de gain commutables via un pédalier.
À partir 1996, Fender propose une version plus moderne de cet amplificateur, sous la dénomination « Hot Rod Deluxe », dotée de trois niveaux de gain commutables.

## Galerie

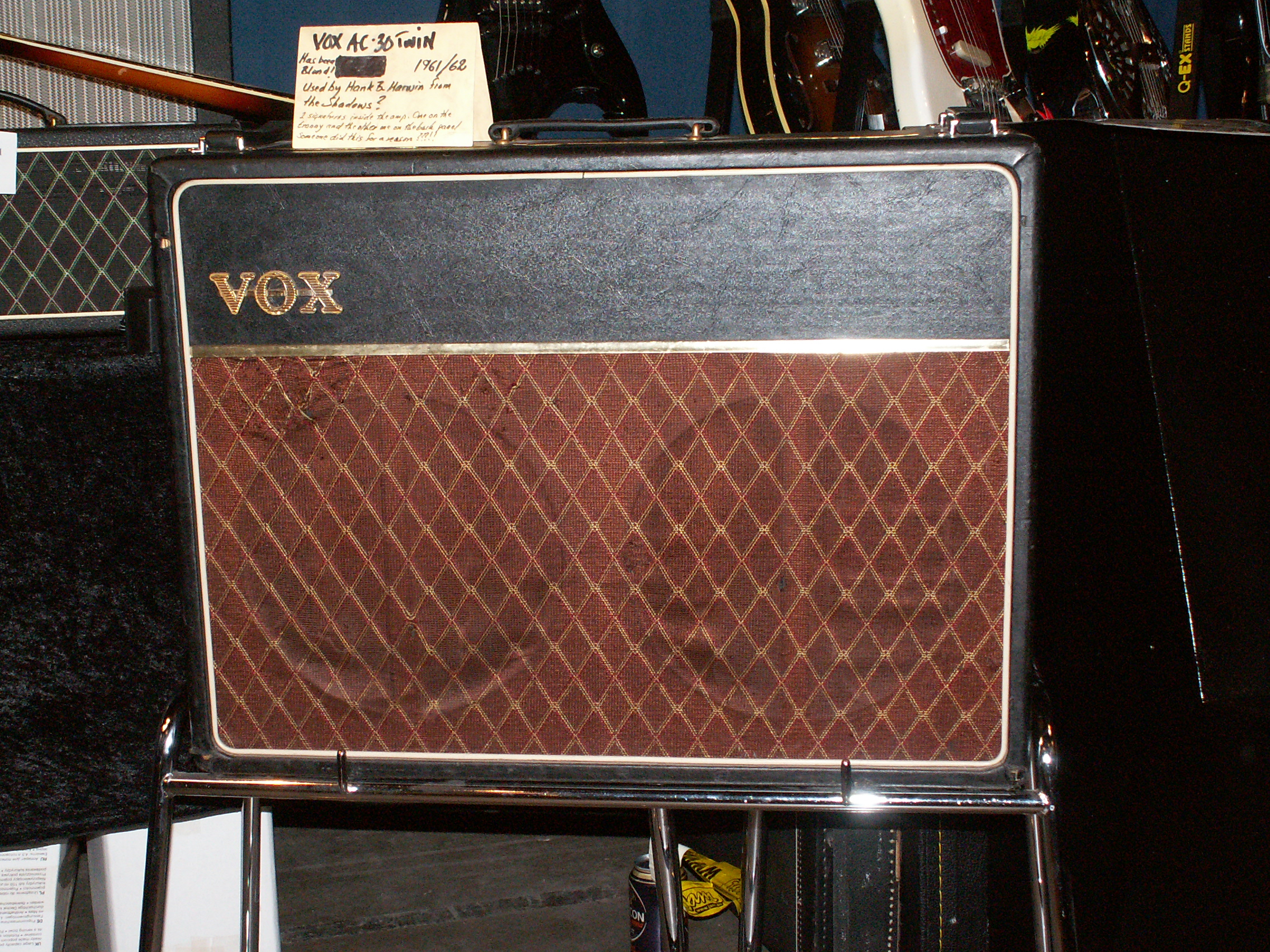
Amplificateur Vox AC 30 (1961-1962).
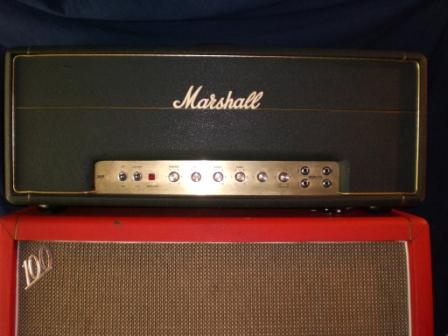
Stack  avec tête Marshall Major de 1971.
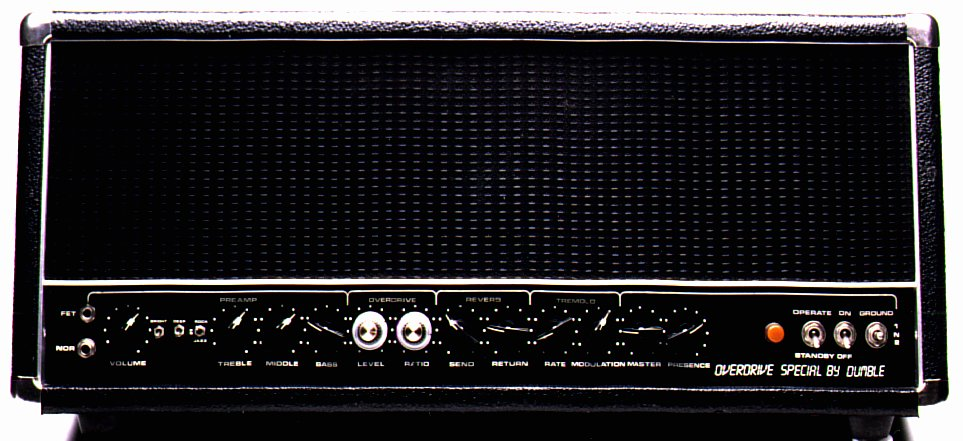
Dumble Overdrive Special.
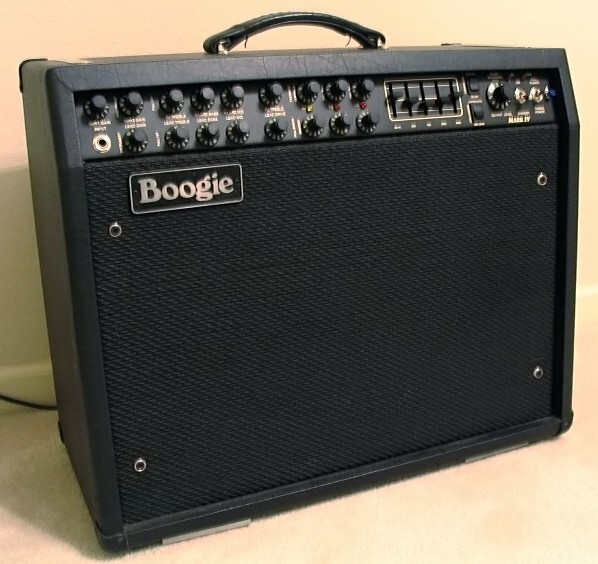
Ampli Mesa Boogie Mark IV (1990).
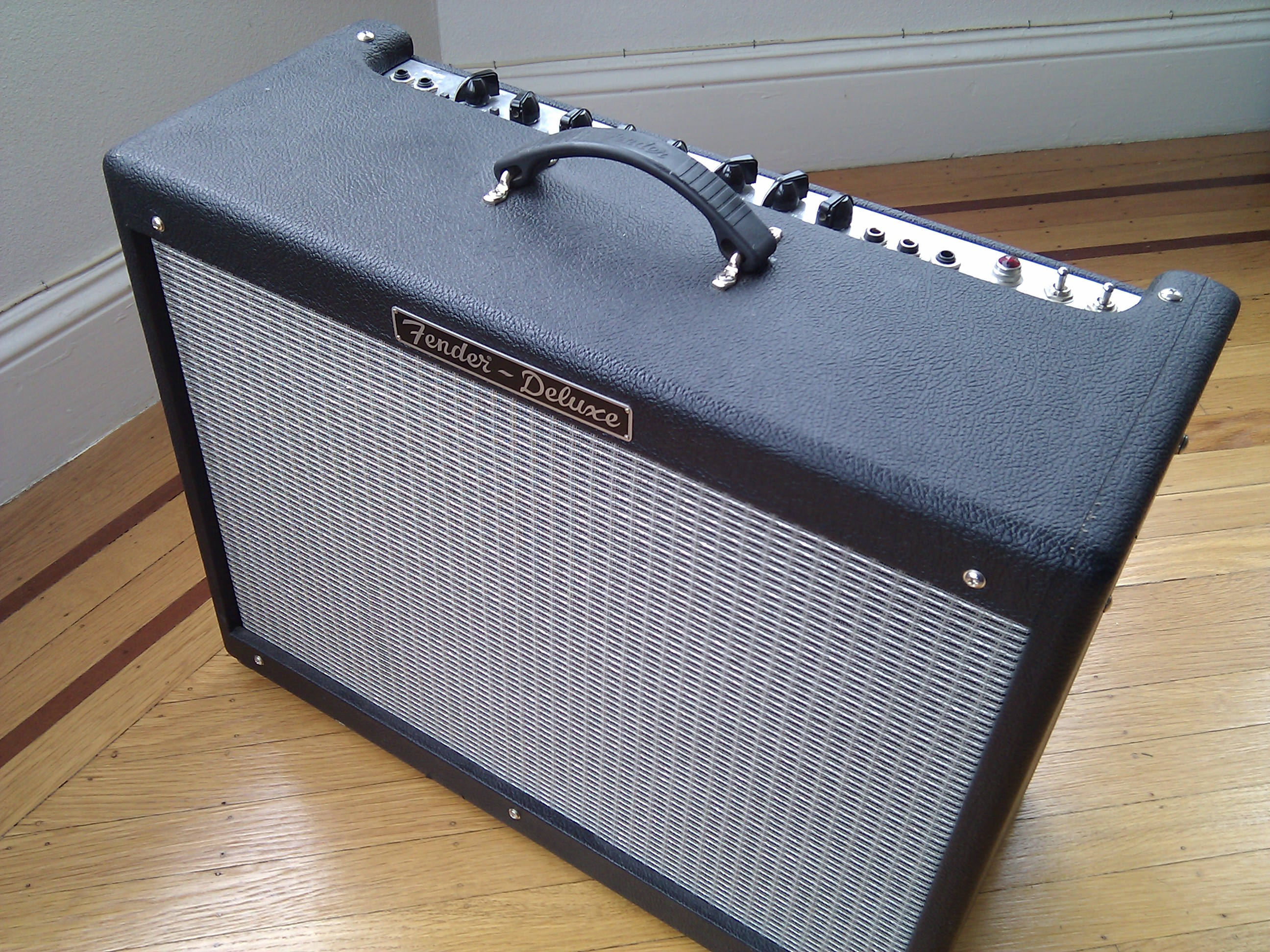
Ampli Fender Hot Rod Deluxe (1996).

## Tubes et transistors

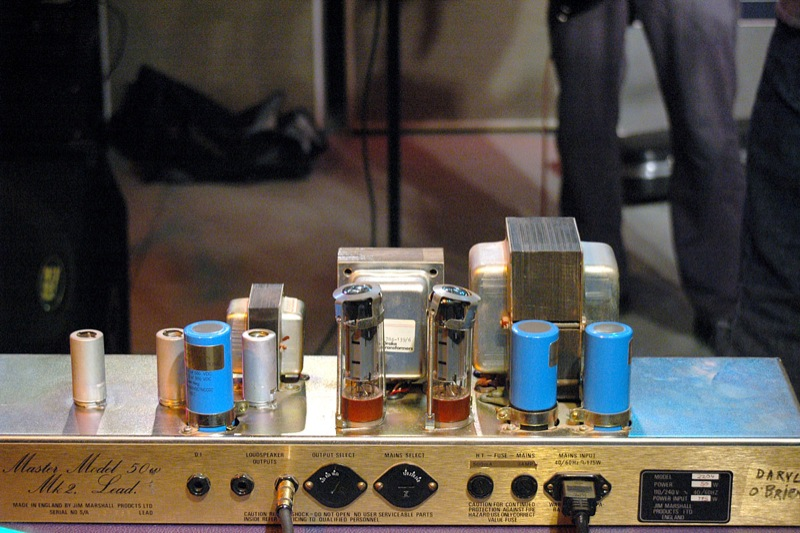
Châssis d'un amplificateur à tube Marshall Master Lead 50 W

Les premiers amplificateurs pour guitare étaient conçus à base de triodes, le premier type de tube électronique ayant existé et le premier composant électronique ayant permis l'amplification d'un signal électrique. Ces amplificateurs déforment le signal. Quand celui-ci est faible, la distorsion est faible, voire imperceptible ; mais, remarque Rutt, « le signal d'une guitare électrique les surcharge facilement, produisant une distorsion caractéristique. Les fabricants diminuèrent la distorsion en ajoutant de la contre-réaction, en augmentant la tension d'alimentation des tubes, et en équilibrant plus soigneusement le niveau relatif du signal entre les étages d'amplification. Quelques guitaristes continuent à exiger des amplis plus anciens. Une partie des amplificateurs à tubes récents copient le schéma des anciens amplis. Beaucoup de guitaristes ont appris à utiliser la distorsion par surcharge (overdrive) comme constituant du son de leur instrument ».
Les amplificateurs à tube sont aujourd'hui encore couramment utilisés en amplification guitare en raison de la préférence des clients. Une petite étude universitaire a montré, cependant, que si les musiciens s'accordent assez pour identifier le son d'un amplificateur inconnu (et caché) à un « son tube » ou à un « son transistors », cette appréciation commune ne correspond pas forcément avec l'ampli évalué. Cette étude montre que les fabricants d'amplificateurs peuvent produire des amplis à tube qui, selon une partie non négligeable des musiciens, « sonnent comme le transistor », et des amplis à transistors qui peuvent être pris pour des amplis à tubes. Le choix entre tube et transistors ne détermine pas complètement le son. David Berners, spécialiste de l'émulation du tube par le traitement digital du signal, après avoir examiné un des aspects de la différence entre les technologies, conclut que « L'absence d'harmoniques paires est plus attribuable à la topologie des circuits, c'est-à-dire à la quantité de contre-réaction, au gain des amplificateurs, au nombre d'étages, qu'à la technologie, tube ou transistors ».
Il faut donc discuter les caractéristiques du « son tube », opposé au « son transistors » sans prêter exclusivement attention à la technologie de fabrication réellement utilisée, qui peut inclure, désormais, un traitement numérique du signal.
Le « son tube » se caractérise par une distorsion progressive du signal, augmentant avec le niveau. Cette distorsion se produit inégalement sur les parties positives et sur les parties négatives du courant alternatif irrégulier qu'est le signal issu des capteurs. Cette distorsion asymétrique produit plus d'harmoniques paires. Lorsque le signal est fort, le gain se réduit plus sur les crêtes d'onde. Généralement, le gain se réduit aussi plus pour les fréquences élevées, donnant un son plus « rond ». Le « son tube » se manifeste aussi par une distorsion d'intermodulation, perceptible surtout lorsque plusieurs cordes jouent en même temps (Rutt 1984, p. 4). Pour cette raison, le « son tube » convient pour les solos d'une note à la fois, créés grâce à la guitare électrique à une époque où ce son était le seul disponible.
Le « son transistors » correspond à l'effort des électroniciens pour produire des amplificateurs sans distorsion. Lorsque le signal est faible, il n'y en a effectivement pas. Quand la limite de fonctionnement linéaire est atteinte, la distorsion intervient rapidement et fortement, par écrêtage symétrique de l'onde, créant des harmoniques où prédomine celle d'ordre 3, et des phénomènes d'intermodulation. Ces deux caractéristiques étant très généralement considérées comme anti-musicales, les fabricants d'amplis ont adapté leurs circuits pour rendre le son plus semblable à celui du tube en favorisant un écrêtage plus progressif (« soft-clipping ») et asymétrique. Le « son transistor » convient à ceux qui aiment un son « clair » et « transparent », qui jouent plusieurs cordes à la fois (pas d'intermodulation), et à ceux qui aiment le son « fuzz » que ce type de circuit produit lorsqu'il est surchargé.
Les efforts pour recréer le son du tube par la numérisation et le traitement digital exigent de créer un modèle de l'ampli à tubes. Mais un ampli de guitare est un système complexe. Par exemple, les tubes sont sujets à la microphonie, c'est-à-dire que leur vibration physique se transmet au signal. Dans l'amplificateur pour guitare électrique, particulièrement s'ils sont dans la même boîte que le haut-parleur, leur enveloppe est soumise, lors des crêtes de modulation, à des pressions acoustiques importantes, et leur assise à de fortes vibrations. On ne peut exclure que ce genre de phénomène, qui peut concerner aussi d'autres composants, participe au son de l'instrument (Queen 1966, p. 3). En pratique, on ne copie pas le « son tube » en général, mais un ampli en particulier.
La préférence reste une affaire de goût. Il n'est pas sûr que le style « tube » inclue uniquement les caractéristiques soniques. Il peut aussi engager un rapport avec le passé de la guitare électrique et avec les guitaristes du passé. Les amplificateurs à tubes sont plus coûteux à produire. Comme les amplificateurs les moins chers sont inévitablement à transistors, la technologie concurrente s'associe aux produits de meilleure qualité. Il faudrait ne comparer que des produits de prix similaires. Des amplificateurs guitare à tubes sont vendus moins cher que les plus réputés des amplis à transistors.
Pour les deux technologies, un compromis doit être recherché entre le poids, généralement bon pour les performances musicales (large dimension des composants, stabilité mécanique) et la maniabilité. Le haut-parleur, dont la fabrication a beaucoup évolué, et qui connaît de grandes différences entre les fabrications, est un composant capital pour le son, quelle que soit la technologie de l'ampli.

## Puissance des amplificateurs pour guitare

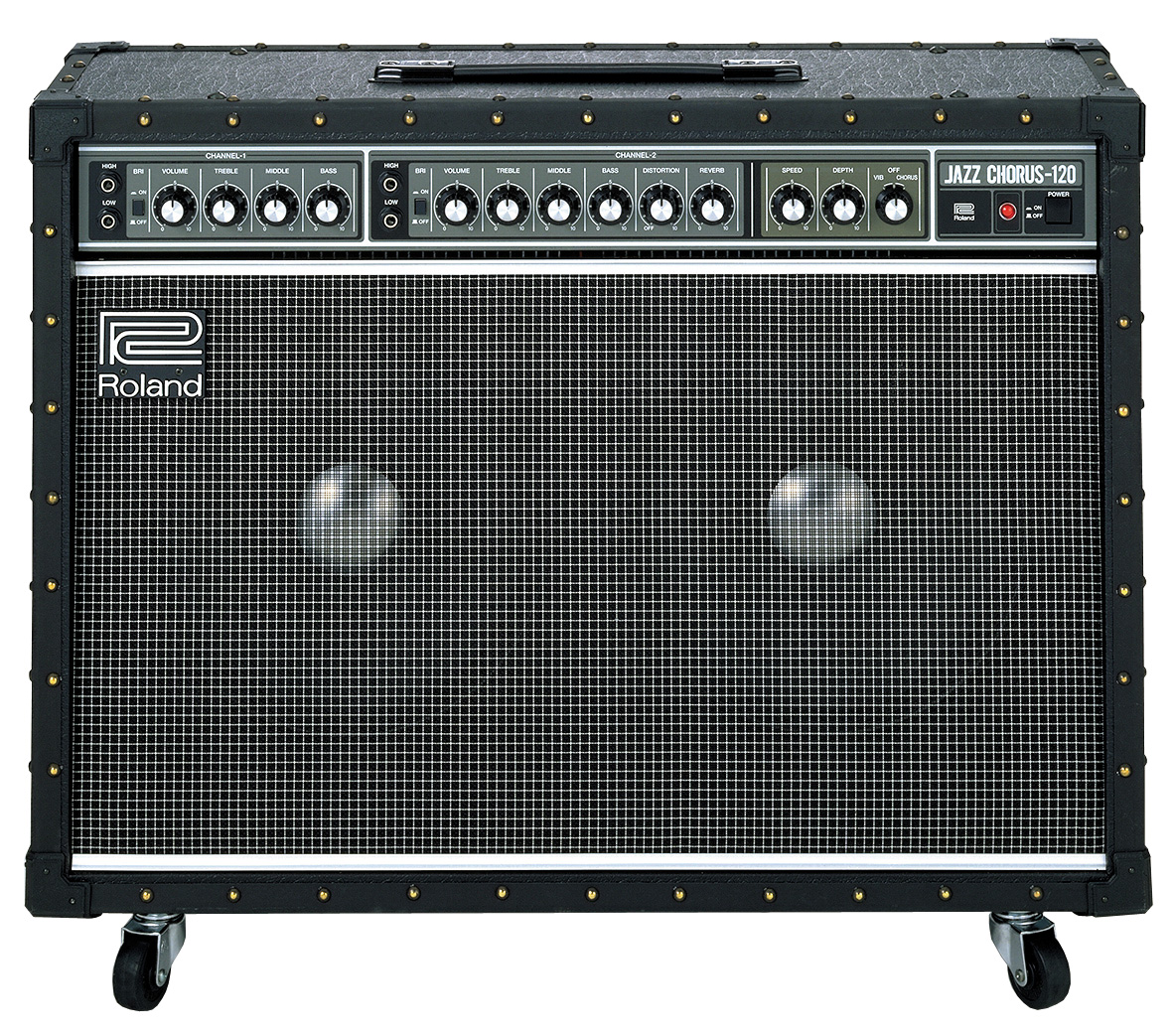
Amplificateur guitare stéréo puissant de Roland Jazz Chorus.

La puissance électrique RMS « affichée » d'un amplificateur pour guitare électrique ne détermine pas le volume sonore produit. Une partie de cette puissance se dissipe en chaleur. La sensibilité est le niveau de pression acoustique mesurée à 1 m dans l'axe en champ libre avec un signal continu à 1 000 Hz d'une puissance de 1 W, exprimé en décibels par rapport à 20 µPa. Toutes choses étant égales par ailleurs, une augmentation de 3 décibels de la sensibilité du haut-parleur équivaut à un doublement de la puissance électrique de l'amplificateur.
- Un amplificateur de 100 W équipé d'un haut-parleur d'une sensibilité de 94 dB peut produire un niveau sonore de 114 dB SPL à 1 m (94 dB pour 1 W, multiplier la puissance par 100 équivaut à ajouter 20 dB).
- Un amplificateur de 30 W équipé d'un haut-parleur d'une sensibilité de  100 dB peut produire un niveau sonore de 115 dB SPL à 1 m (100 dB pour 1 W, multiplier par 30 équivaut à ajouter 15 dB).

On voit que les deux amplis, de puissance apparemment très différente, produisent un résultat presque identique. 1 décibel correspond à peu près à la plus faible différence de niveau perceptible.
Les haut-parleurs sont des composants coûteux ; leur sensibilité et leur rendement (qui concerne la puissance acoustique dans toutes les directions, et non le niveau de pression acoustique dans l'axe) sont moins faciles à communiquer que la puissance. Pour produire un amplificateur moins cher, un fabricant peut monter un haut-parleur de sensibilité ou rendement inférieurs. Il convient de remarquer que, comme les critères de qualité d'un amplificateur pour guitare ne sont pas ceux d'un amplificateur Hi-Fi, ce qui fait la qualité d'un haut-parleur pour guitare électrique n'est pas ce qui fait la qualité d'un haut parleur de sonorisation.
Il faut aussi considérer la capacité de l'amplificateur à fournir ponctuellement, sur impulsion, une très grande puissance pendant un court instant, qui peut différer de la puissance moyenne qu'il délivre sur une longue période. La qualité de conception et le dimensionnement de l'alimentation (notamment les transformateurs et les condensateurs) ont un impact significatif sur ces aspects liés à la dynamique sonore. Ces considérations concernent aussi bien les amplificateurs à transistors que les amplificateurs à lampes.
La distorsion plus progressive d'un amplificateur à « son tube » permet de pousser son étage de puissance au-delà de sa plage de fonctionnement linéaire sans engendrer un changement de son désagréable, alors qu'avec un « son transistor », la distorsion par écrétage due à la surcharge est rapidement désagréable. En conséquence, les musiciens pourront, en gardant une marge de puissance (headroom) égale, régler leur ampli à « son tube » à un niveau plus élevé. Ainsi, pour un volume sonore équivalent, la puissance électrique (en watts) d'un ampli à « son transistors » doit être plus élevée que celle d'un amplificateur à « son tubes »[réf. nécessaire], à moins qu'un circuit overdrive imitant la caractéristique des tubes ne s'insère dans la chaîne du signal.
Pour les différentes raisons exposées ci-dessus : il est couramment constaté qu'un amplificateur à tubes de 30 watts électriques produira un volume sonore équivalent à celui d'un amplificateur transistorisé de 60 watts électriques (voire 100 watts dans le cas d'un amplificateur transistorisé de conception bas de gamme) [réf. nécessaire].

## Sécurité
Des guitaristes ont été électrocutés à la suite de défauts d'isolement d'amplis. On cite Leslie Harvey de Stone the Crows, en scène en 1972, John Rostill, bassiste des Shadows, chez lui en 1973, et Keith Relf, des Yardbirds, en 1976. La conscience du danger et l'amélioration des protections n'a pas empêché une quantité d'accidents non mortels depuis.
La mise à la masse du châssis métallique d'un ampli est nécessaire et obligatoire. Elle ne supprime pas totalement le danger d'électrocution. Dans certains cas, les accidents impliquent un défaut de masse dans les amplificateurs de sonorisation, ou avec un ampli de guitare parfaitement conforme. Le chanteur touche un micro relié à un potentiel différent de la masse avec les lèvres, et le courant retourne à la masse à travers la main qui touche la guitare, une situation d'autant plus dangereuse que le chemin des lèvres à la main gauche traverse la région du cœur.